# Slaget vid Treiden (1628)
Slaget vid Treiden utkämpades under det andra polska kriget mellan polsk-litauiska och svenska trupper den 1 februari 1628. Slaget slutade med polsk-litauisk seger.